# Il tuo bacio è come un rock/I ragazzi del juke-box
Il tuo bacio è come un rock/I ragazzi del juke-box è l'undicesimo 45 giri di Adriano Celentano, che venne pubblicato nel 1959.

## Descrizione
Il tuo bacio è come un rock è il brano con cui il 13 luglio 1959 Celentano vince il Festival Adriatico della Canzone di Ancona. Il testo del brano, che era stato pensato con il titolo di "Vieni a Capri, mon amour" venne scritto da Vivarelli che cedette metà dei diritti a Fulci in cambio del cinquanta per cento dei diritti delle canzoni di Wera Nepy.
In questo disco suona, per l'ultima volta, la chitarra ritmica Giorgio Gaber: infatti sia per la sua attività da solista sia per quella in duo con Enzo Jannacci (i due hanno incominciato a incidere insieme con lo pseudonimo I Due Corsari) Gaber decide di abbandonare i Rock Boys, imitato sia dal batterista Flavio Carraresi sia dai due fratelli Ratti (i tre si dedicheranno al jazz, ma Carraresi avrà anche una certa fortuna negli anni sessanta come cantante e, in seguito, come autore di sigle di cartoni animati giapponesi).
Il titolo del lato B I ragazzi del juke-box è anche il titolo del film dello stesso anno di Lucio Fulci, con Celentano tra i protagonisti, in cui sono inserite entrambe le canzoni.
Entrambi i brani sono inclusi nello stesso anno nell'EP Il tuo bacio è come un rock/Il ribelle/Nessuno crederà/I ragazzi del juke-box e l'anno successivo nell'LP Adriano Celentano con Giulio Libano e la sua orchestra.

## Tracce
LATO A
1. Il tuo bacio è come un rock (testo: Piero Vivarelli, Lucio Fulci – musica: Adriano Celentano, Ezio Leoni)

LATO B
1. I ragazzi del juke-box (testo: Enzo Bonagura, Ugo Mattone – musica: Eros Sciorilli)